# Eugenia rheophytica
Eugenia rheophytica är en myrtenväxtart som beskrevs av André Joseph Guillaume Henri Kostermans. Eugenia rheophytica ingår i släktet Eugenia och familjen myrtenväxter. IUCN kategoriserar arten globalt som akut hotad.
Artens utbredningsområde är Sri Lanka. Inga underarter finns listade i Catalogue of Life.